# Faserdichtung
Eine Faserdichtung (auch Fiberdichtung) ist eine flache, scheibenförmige Dichtung, die in vielen technischen Bereichen eingesetzt wird.

## Bestandteile und Funktion
Die Fasern können aus verschiedenen Materialien wie Papier, Hanf und diversen Kunststoffen, wie etwa Nitrilkautschuk oder PTFE bestehen. Die Dichtungen sind zu einem gewissen Grad porös und kompressibel, wobei die Kompression zur Erreichung eines angemessenen Dichtungsverhaltens sowie für Ein- und Ausbau teilweise reversibel sein muss. Um ihre Dichtungsfunktion zu erfüllen, müssen folgende Voraussetzungen erfüllt sein:
- Hohe Einbauflächenpressung
- Ebene Dichtflächen
- Steife Dichtflächen

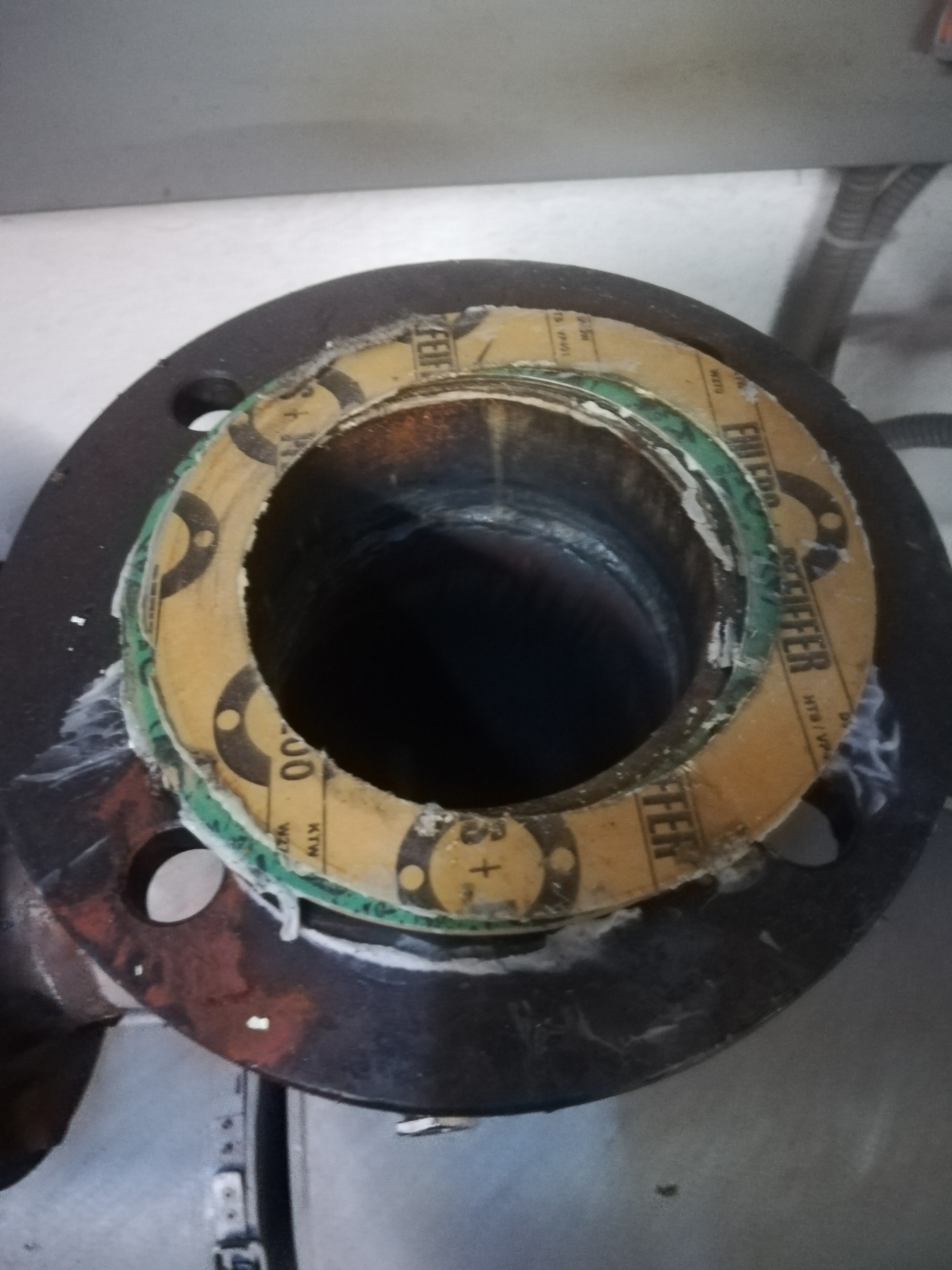
Asbesthaltige Flachdichtungen

Ältere Faserdichtungen können auch Asbest enthalten und fallen damit unter die Gefahrstoffverordnung, TRGS 519 und Asbestrichtlinie. Eine Demontage dieser Dichtungen ist nur durch Sachkundige gestattet, eine Remontage ist verboten.

## Einsatzgebiete
Ein großes Einsatzgebiet von Faserdichtungen ist das Sanitär- und Heizungsbauhandwerk. Dort werden sie als Dichtung für Armaturen wie Wasserhähne, Rohrleitungsarmaturen, Strangabsperrventile, Strangregulierventile usw. verwendet, die nicht konisch, sondern flachdichtend mittels einer Dichtscheibe abgedichtet werden. Eingesetzt werden sie auch beim Anschluss von Druckminderern an Gasflaschen wie z. B. Sauerstoffflaschen für das Autogenschweißen. Faserdichtungen eignen sich zur Abdichtung gegen flüssige und gasförmige Stoffe. Sie sind sehr preiswert und langlebig.

## Größen
Die Dichtungen werden in vielfältigen Größen angeboten. Gängige Größen für das Sanitär- und Heizungsbauhandwerks sind die in amerikanischen Zollgrößen (Inch) angegebenen Maße (3/8", 1/2", 3/4", 1",11/4", 11/2", 2" usw.).
| Zollbezeichnung | Maße in mm (Innen-Ø × Außen-Ø) |
| --------------- | ------------------------------ |
| 3/8"            | 17 × 21                        |
| 1/2"            | 21 × 25                        |
| 3/4"            | 26,5 × 32                      |
| 1"              | 32 × 44                        |
| 1 1/4"          | 42 × 55                        |
| 1 1/2"          |                                |
| 2"              |                                |